# Rue de Paris, temps de pluie
Rue de Paris, temps de pluie (Đường phố Paris lúc trời mưa) là một bức họa của Gustave Caillebotte vẽ năm 1877. Rue de Paris, temps de pluie miêu tả quảng trường Dublin, một giao lộ gần ga Saint-Lazare, nhà ga ở phía bắc của thành phố Paris. Là một trong những tác phẩm nổi tiếng nhất của Gustave Caillebotte, Rue de Paris, temps de pluie được giới thiệu trong triển lãm lần thứ ba của các nghệ sĩ trường phái ấn tượng. Hiện nay, bức họa này thuộc Viện Nghệ thuật Chicago (Art Institute of Chicago), Hoa Kỳ. Gloria Groom, người phụ trách của viện nghệ thuật này đánh miêu tả Rue de Paris, temps de pluie như "bức họa tuyệt vời nhất về cuộc sống đô thị cuối thế kỷ 19".